# Otto Ruhnke
Otto Karl Emil Ruhnke (geboren am 18. Mai 1839 in Ruwen, Kreis Soldin; gestorben am 15. November 1910 in Düsseldorf) war ein preußischer Verwaltungsjurist, 1875/1876 auftragsweise Landrat des Kreises Rees und zuletzt Geheimer Regierungsrat bei der königlich preußischen Regierung in Düsseldorf.

## Leben
Der Protestant Otto Ruhnke war der Sohn des Gutsbesitzers NN. Ruhnke und dessen Ehefrau Pauline Ruhnke, geborene Nesse. Nach seiner schulischen Vorbildung studierte er von 1861 bis 1864 in Berlin, Bonn und Heidelberg Rechtswissenschaften. 1864 in Halle zum Dr. jur. promoviert, setzte Ruhnke im selben Jahr seine juristische Ausbildung als Auskultator in Düsseldorf fort. Mit dem Wechsel in den Verwaltungsdienst ab 1866 als Regierungsreferendar an der Regierung in Düsseldorf beschäftigt, wechselte Ruhnke von dort 1868 als Landratsamtsverwalter nach Erfurt und 1870 als Regierungsassessor an die Steuerdirektion Berlin, wo er nachfolgend von 1871 bis 1873 im Ministerium für Handel und Gewerbe Beschäftigung fand. Es folgte 1875 die Landdrostei Hildesheim, bevor Ruhnke nach dem Ableben des bisherigen Reeser Landrats, Alfred Dönhoff vom 14. September 1875 bis zum 5. Oktober 1876 auftragsweise den Kreis Rees verwaltete.
Ruhnke verblieb im Regierungsbezirk Düsseldorf, wechselte erneut an die dortige Regierung, wurde dort im Jahr 1880 zum Regierungsrat ernannt und 1898 mit dem Charakter eines Geheimen Regierungsrats geehrt, bevor er 1905 in den Ruhestand trat.
Otto Ruhnke heiratete vor 1875 Anna Margarete Bolzendahl (gestorben nach dem 15. November 1910).